# 298
298 (CCXCVIII) var ett normalår som började en lördag i den julianska kalendern.

## Händelser

### Okänt datum
- Byggandet av Diocletianus termer påbörjas i Rom.
- Constantius Chlorus besegrar alemannerna i Lingones (Langres) och förstärker gränsen längs Rhen.
- Kristna avskedas från den romerska armén.
- Tridates III återinsätts som kung av Armenien av Rom.
- Tillverkandet av odlat silke börjar bli populärt och sätter igång på allvar i Korea och Japan.

## Födda
- Athanasius, kristen biskop, kyrkofader och helgon, motståndare till arianismen

## Avlidna
- Chaekgye, kung av det koreanska kungariket Baekje